# ريك ستاينر
ريك ستاينر (بالإنجليزية: Rick Steiner)‏ (ولد في 19 مارس 1961 بباي سيتي، ميشيغان) واسمه الحقيقي روبرت كارل ريكستاينر، هو مصارع محترف أمريكي، وسنسار عقارات، أول ظهور له كان في عام 1986 كعضو في فريق ستاينر بروذر مع شقيقه فاز بكل ألقاب الفرق في وقته مثل IWGP مرتان للفرق NWA مرة واحدة الفرق NWA US مرة واحدة الفرق WWE مرتين للفرق WCW ثماني مرات مرات PWI مرة واحدة للفرق جميعها كانت مع شريكه سكوت ستاينر وواحدة مع كيني كاوس كما فاز في WCW 1999 بالبطولة العالمية للتلفزيون لذي حققه 3 مرات وفي عام 2001 فاز بالبطولة العالمية للولايات المتحدة الأمريكية وفاز هو وأخوه في الفريق سكوت ستاينر بجائزة أفضل مئة فريق في تاريخ المصارعة في عام 2003.

## روابط خارجية
- ريك ستاينر على موقع IMDb (الإنجليزية)
- ريك ستاينر على موقع قاعدة بيانات الفيلم (الإنجليزية)
- ريك ستاينر على موقع دبليو دبليو إي (الإنجليزية)
- ريك ستاينر على موقع CageMatch worker (الإنجليزية)
- ريك ستاينر على موقع عالم المصارعة على الإنترنت (الإنجليزية)
- ريك ستاينر على موقع عالم المصارعة على الإنترنت (الإنجليزية)